# SORM
SORM (Система технических средств для обеспечения функций Оперативно-Розыскных Мероприятий; СОРМ) este un program de supraveghere al serviciului intern de securitate FSB al Federației Ruse prin care sunt captate și salvate conversațiile telefonice și transferul de date din  internet.
Din punct de vedere tehnic programul SORM este comparabil cu  programul de supraveghere PRISM. La ambele sunt captate pachetele de date cu ajutorul unei cutii  negre (Black Box) pentru a putea fi analizate de la distanță: „Nu mai este nevoie de aparatul judicativ ci doar de prestatorul de servicii“. Doar prezumția unei fapte penale mijlocii sau existența unui crâmpei de informație asupra faptei pentru a declanșa supravegherea.

## Evoluția sistemului
- SORM-1 (1996): supravegherea infrastructurii telefonice
- SORM-2 (1998): Supravegherea internetului
- SORM-3 (2014): Colectarea și salvarea tuturor tipurilor de informații, folosirea selectorilor

Toți furnizorii de internet din Rusia sunt obligați, începând cu anul 2000, să livreze date către sistemul SORM.
În anul 2012 judecătoriile rusești au emis un număr de 530.000 mandate de supraveghere.

## Diverse
În primăvara anului 2010 a fost detectat, cu ajutorul sistemului, un hacker care a rulat un film porno de pe un server din Cecenia pe panouri publicitare din Moscova.